# Zlatan Bajramović
Zlatan Bajramović (Hamburgo, Alemania, 12 de agosto de 1979) es un exfutbolista bosnio que jugó de volante, y su primer equipo fue FC St. Pauli. Actualmente es segundo entrenador en el Karlsruher SC de la 3. Liga.

## Selección nacional
Ha jugado con la Selección de fútbol de Bosnia y Herzegovina 37 partidos internacionales y ha anotado 3 goles.

## Clubes como jugador
| Club                | País     | Año       |
| ------------------- | -------- | --------- |
| FC St. Pauli        | Alemania | 1997-2002 |
| SC Freiburg         | Alemania | 2002-2005 |
| Schalke 04          | Alemania | 2005-2008 |
| Eintracht Fráncfort | Alemania | 2008-2011 |

## Clubes como entrenador
| Club                            | País     | Año         |
| ------------------------------- | -------- | ----------- |
| FC St. Pauli II                 | Alemania | 2012 - 2013 |
| Hamburgo S.V. (juveniles)       | Alemania | 2013 - 2014 |
| Hamburgo S.V. (2.º Entrenador)  | Alemania | 2014        |
| Bahlinger SC                    | Alemania | 2016        |
| Karlsruher SC (2.º Entrenador)  | Alemania | 2016 - 2017 |
| Karlsruher SC II                | Alemania | 2017 - 2018 |
| Karlsruher SC (2.º Enntrenador) | Alemania | 2018 -      |

- Datos: Q207120
- Multimedia: Zlatan Bajramović / Q207120